# Wilfred Owen
Wilfred Owen (18. marts 1893 – 4. november 1918) var en britisk digter. 
Owens tidlige lyrik var præget af en Keats-agtig frodighed. Men mødet med digter- og officerskollegaen Siegfried Sassoon på et hospital i Edinburgh i sommeren 1917, hvor de begge blev behandlet for granatchok, ændrede hans stil til en nøgen realisme, støttet af en virtuos udnyttelse af verstekniske virkemidler. Hans originale “pararhyme”, det skæve enderim, fx “hall/hell”, understreger temaer om meningsløshed og uafklarethed. Owen, der blev dekoreret med Military Cross for heltemodig indsats, blev dræbt i kamp en uge før 1. verdenskrigs slutning. Hans digte om skyttegravskrigen med deres mareridtsagtige suggestive billeder og dybt seriøse ironi har bidraget væsentligt til eftertidens opfattelse af både “The Great War” og krig i almindelighed som forbryderisk og umenneskelig. Benjamin Britten har brugt tekster af Owen i sit War Requiem (1962).